# 갈라디아인들에게 보낸 편지
갈라디아인들에게 보낸 편지(공동번역성서), 갈라디아서(개신교), 갈라디아 신자들에게 보낸 서간(천주교)은 신약성경의 아홉번째 책으로, 사도 바울로가 갈라티아(갈라디아)에 있는 초기 기독교 공동체들에게 보낸 편지이다. 이 갈라티아 지역에 대해서는 남부 아나톨리아에 있었던 로마 속주 갈라티아인지, 아니면 중부 아나톨리아에 있던 켈트족 집단을 의미하는 것인지 학자들마다 의견이 나뉜다.
이 편지는 이방인 기독교도들과 모세 율법에 대한 사도 시대의 논쟁들에 대해 다루고 있다. 바울로는 율법을 그리스도에 대한 계시라는 맥락으로 해석해야 하며, 할례를 비롯한 모세 율법들을 이방인 갈라디아 신자들이 굳이 따라야 할 의무는 없다고 말한다. 이 편지는 기독교 신학, 사도 바울로에 대한 연구 등 기독교의 역사에 지대한 영향을 끼쳤다.

## 구성
본 편지의 원문은 남아있지 않고, 본문 작성으로부터 대략 150년 후인 서기 200년경에 작성된 것으로 추정되는 파피루스 46이 현존하는 가장 오래된 사본이다. 이 파피루스 조각에는 여러 부분이 빠져있으나, "본문 구성, 필체 개발, 문서 비평 등의 방법으로 신중히 연구한 결과, 이러한 오류와 변화가 어디서 일어났는지와 원본 문서는 무엇을 말하고자 했는지에 대해 학자들은 더욱 확신할 수 있었다."
대부분의 학자들은 본 편지가 40년대 후반에서 50년대 초반에 쓰여졌다는데에 의견을 모으나 연대를 50-60년 경으로 추정하는 학자들도 있다.

### 저작성
과거에는 브루노 바우어, 아브라함 로먼, 크리스티안 헤르만 바이세, 프랭크 R. 맥과이어(Frank R. McGuire) 등 소수의 학자들이 본 편지의 저작성을 의심했었으나, 현대에는 본 편지가 바울로의 저작이라는 것에 거의 모든 성서비평학자들이 동의한다. 본 편지의 문체나 주제의식이 비평의 대상이 될 수 있는데, 모두 다른 핵심적인 바울로 서신들과 같은 양상을 보인다. 조지 S. 던컨(George S. Duncan)은 본 편지의 저작성에 대해 "문제되지 않는다... 바울로가 저자가 아니라는 주장을 모든 줄이 반박하고 있다"고 말했다. 이에 더해 갈라디아서 2장 1-10절은 예루살렘 공의회에 대해 사도행전 15장 2-29절과 다른 관점의 서술을 제공한다는 주장이 있다.
본문에서는 어떻게 이방인들이 기독교로 개종할 수 있는가에 대한 논의를 보여주는데, 이는 이 편지가 대부분의 기독교인들이 유대인이거나 유대인 개종자(유대 기독교인)였던 기독교의 극초기에 쓰여졌다는 증거가 된다. 집필 시기에 대한 또다른 증거는 이 편지에서 발달된 조직으로서 거대한 기독교 공동체의 모습을 찾아볼 수 없다는 데 있다. 따라서 본문이 바울로가 활동하던 당시에 쓰여졌다는 것이 정론이다.

### 갈라디아
바울로는 본 편지를 "갈라디아의 여러 교회 (갈 1:2)"에 쓴다고 언급하고 있으나, 갈라디아의 여러 교회의 위치는 알려져있지 않다. 소수의 학자들은 이 "갈라디아"라는 명칭이 북부 소아시아에 살던 켈트족을 가리킨다고 주장하나, 대부분은 중부 소아시아에 있던 로마 속주로, 기원전 270년경에 켈트족들이 이민해 바울로의 시대까지 골족의 문화와 언어를 유지하고 있었던 곳이라는데 의견을 모은다. 사도행전은 바울로가 프리기아와 갈라디아 지방을(행 16:6, 18:23) 두루 다녔다고 기록하고 있는데, 프리기아는 갈라디아의 서쪽에 접한 지역을 의미한다.
일부 학자들은 갈라티아 교회들(비시디아 안티오키아, 이고니온, 리스트라, 데르베)을 세운 사람이 바울로이며, 행 16:6, 갈 1:6; 4:13; 4:19를 이에 대한 근거구절로 제시한다. 갈라디아 교회에는 이방인 개종자들이 많이 있었던 것으로 추정된다(갈 4:8). 바울로가 갈라디아 교회를 떠난 후 교회의 사람들은 "다른 복음"을 따라가게 되었다고 하는데, 이는 모세 율법을 통해서 구원을 얻을 수 있다는 율법주의를 의미한다(갈 1:1-9). 갈라디아 신자들은 바울로가 이전에 그들에게 전한 복음과 다른 복음들에 수용적인 태도를 취한 것으로 묘사되고, 바울로는 그가 목격한 이러한 모습에 대응하기 위해 이 편지를 쓰게 된 것이다.
대부분의 학자들은 갈라디아 교회들에 율법주의를 전한 자들의 정체를 유대인 기독교인으로 생각하고 있다. 이들은 이방인 신자들을 하나님의 백성으로 개종시키기 위해 유대주의자와 같이 유대인의 율법 아래에 놓고자 한 것이다. 본 편지는 할례, 안식일, 모세 율법에 대해 논의하고 있는데, 바울로의 글로부터 그들이 아브라함의 할례가 언약의 표(창 17)임을 사용하여 바울로의 복음을 공격했음을 알 수 있다. 그들이 바울로의 사도됨에 의문을 가지고, 예수의 형제 야고보가 관리하던 예루살렘 교회에 더 높은 권위를 두었음을 본문에서 알 수 있다.

#### 북부 갈라디아설
북부 갈라디아설은 본 서신이 사도행전 18장 23절에서 바울로가 갈라디아를 두번째로 방문한 직후 쓰여졌을 것이라는 가설이다. 이 관점에서 갈라디아서 2장 1-10에서 과거의 일로 언급되는 예루살렘 방문은 사도행전 15장에 등장하는 예루살렘 공의회를 가리킨다. 본 서신과 로마서의 유사성으로 인해 두 서신 모두 바울로가 마케도니아에서 56-57년에 작성했을 것이라고 추정된다.
이 가설은 갈라디아서 1:6에 등장하는 "빨리"라는 단어에도 주목한다. 존 P. 마이어는 갈라디아서가 "바울로가 설명하고있는 안티오키아 사건 몇년 후인 50년대 중후반에 쓰여졌다"고 말한다. 저명한 성서학자인 헬무트 쾨스터 또한 "북부 갈라디아 가설"을 지지한다는 의견을 밝히며 갈라디아 북부의 도시로 앙카라, 페시누스, 그리고 알렉산더 대왕의 고르디우스의 매듭 이야기로 유명한 고르디움을 뽑았다.

#### 남부 갈라디아설
남부 갈라디아설은 본 서신이 1차 예루살렘 공의회가 열리기 전에 아마도 가는 길에서, 혹은 얼마 후에 쓰여졌다는 가설이다. 이 가설에 의하면 본 편지는 바울로가 회심한 후 예루살렘에 처음으로 방문한 뒤 혹은 제 1차 선교여행 중 남부 갈라디아 지역을 들린 후에 다르소(타르수스/다소) 지역에 세운 교회에 쓰여진 것이다. 만일 이 가설이 맞다면 본 편지는 49년에 쓰여진 것으로 추정된다.

#### 가장 먼저 쓰인 서신
세번째 가설은 갈라디아서 2:1-10가 사도행전 11:30과 12:25에서 묘사되는 바울로와 바르나바의 예루살렘 방문을 기록하고 있다는 주장이다. 이 가설에 따르면 본 서신은 예루살렘 공의회가 소집되기 이전에 쓰여진 것으로 가장 먼저 쓰인 바울로 서신이 되며, 갈라디아서 2:2에서 언급하는 계시는 사도행전 11:27-28에 등장하는 하가보의 예언을 가리키는 것이 된다. 이 때 이방인들이 복음에 대해 사적으로 나누던 이야기들은 사도행전 15장의 예루살렘 방문이 아닌, 사도행전 11장의 기사와 정확히 들어맞는다. 더 나아가서 갈라디아서 2:10의 "가난한 사람들을 기억해 달라는" 기사 역시 사도행전 15장이 아니라 11장의 방문 기사와 들어맞는다. 이 외에도, 바울로가 사도행전 15장에서 율법주의자들이 내려와 할례를 받지 않으면 구원을 얻지 못한다고 가르치는 것에 대해 반박할 때 본 편지에 대해 어떠한 언급도 하지 않는다는 점 역시 하나의 근거가 될 수 있다.
이 가설을 따르면 갈라디아서 2장 11절에서 바울로가 베드로에게 면박을 준 사건은 사도행전 15장의 사건 직후에 일어났을 것이다. 또한 본 서신은 바울로의 회심 시기를 언제로 볼지에 따라 달라지기는 하지만 대체로 47년 전후로 쓰여진 것이 된다.
그러나 커솝 레이크는 이러한 관점을 따를 때 사도행전 15장의 예루살렘 공의회가 열려야만 했던 당위를 발견할 수 없다고 주장하였으며, 이 가설을 지지하는 사람들도 이 주제가 한번 이상 다뤄질만큼 중요한 문제가 아니라는데에 동의하고 있다. 저명한 신약성서학자인 J.B. 라이트풋 역시 이 가설을 반대하는데, 이러한 가설을 따를 시 "공의회 전부터 그(바울로)의 사도권과 행적이 널리 알려져있다"는 것이 된다는 것이 그 이유였다.
그러나 로날드 펑(Ronald Fung)은 라이트풋의 주장에 반박하는데, 바울로가 회심할 때 이미 사도권을 받았다는 것(갈1:15-17; 행 9)과 선교의 사명이 다마스쿠스에서 거의 바로 시작되었다는 것(행 9:20)을 그 근거로 들고 있다. 또한 갈라디아서 2장과 사도행전 11:30에서 등장하는 공회가 열릴 때 바울로의 사도권과 행적이 예루살렘에 있는 사도들에게만 알려졌다고 하더라도 이론에는 문제가 없다고 주장하였다.

## 개괄

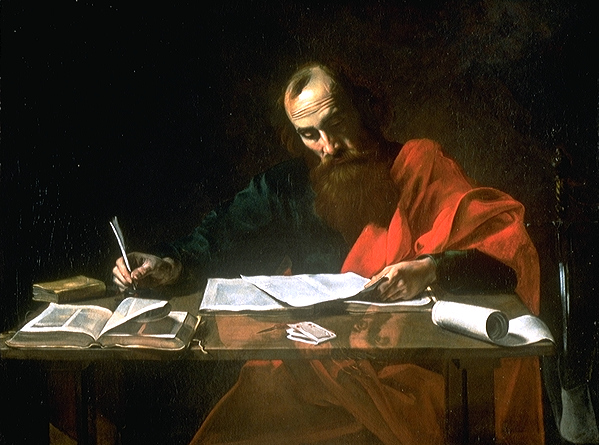
16세기 발랑탱 드 불로뉴의 "서신을 쓰고 있는 성 바울로" (블래퍼 재단 컬렉션, 텍사스 휴스턴). 라이트풋은 6장 11절에 대해 "바울로는 대필자로부터 펜을 받아 문단의 결론을 직접 서술한다"는 주석을 남겼다.

복음을 중심으로 개괄을 나누었다. 수사적 방식으로 나눈 분류에 대해선 각주를 참고하라.

### 1장 소개와 잘못된 복음에 정의와 잘못된 믿음에 대한 경고
- 1-5절: 인사.
- 6-10절: 다른 복음은 없음. 공동체가 바울로의 복음으로부터 돌아선것에 대한 불쾌함.
- 13-14절: 유대인일 때 바울로의 과거.
- 15-16절: 사도 바울로의 회심.
- 17-24절: 바울로의 초기 사역.

### 2장 이신칭의
- 1-10절: "기둥과 같은 존재로 여겨지던" 사도들과의 만남. 사도행전 15장의 예루살렘 공의회로 추정됨.
- 11-14절: 게파가 이방인들과 식사를 하다가 일어난 안티오키아의 사건.
- 15-21절: 유대인도 이방인과 같이 믿음으로 의롭다 선언되었음.

### 3장 믿음
- 1-14절: 율법이 아닌 믿음임을 논증.
- 21절-4:7: 종과 아들. 신약시대 믿음의 정의.

- 15-20절: 율법과 복음.
- 26절: 하나님의 아들.

### 4장 믿음의 전파와 교회의 사역과 교회 지도자에 대한 경고
- 8-20절: 갈라디아인들에 대한 염려.
- 21절-5:1: 하갈과 사라의 알레고리적 해석.

### 5장 그리스도인의 태도와 성화
- 1-15절: 기독교인의 자유
- 14절: 이웃을 사랑하라
- 17-18절 :그리스도인의 이중성과 그 해결.
- 19-21절: 육체의 행실,
- 22-23절: 성령의 열매

### 6장 그리스도인의 태도와 성화
- 1-10: 그리스도의 법
- 11-18: 마지막 권고와 인사

## 내용
본 편지는 이방인이 기독교 공동체의 일부가 되기 위해서는 모세의 율법을 따라야 할 의무가 있는가에 대한 문제를 중점으로 다루고 있다. 인삿말을 1장 1-10절에서 마친 후에 바울로는 편지를 쓰게 된 이유인 본 주제에 대해 서술하기 시작한다.
첫 두 장에서 바울로는 기독교인이 되기 전 그의 삶과 예루살렘에 있는 다른 사도들과의 관계와 함께 그의 초기 사역에 대해 기술한다. 바울로의 과거는 필립비인들에게 보낸 편지 3장 1-7절에도 기록되어 있지만, 본 서신에서 가장 자세하게 다루고 있다. 일부 학자들은 갈 1:11-19, 2:1-14의 자서전적 메시지가 본인의 사도권을 강화하는데 사용되고 있다고 주장한다. 그러나 다른 학자들은 이러한 메시지가 복음의 본질과 갈라디아인들의 상황에 대한 논의를 시작하기 위해 추가된 부분이라고 이야기한다.
3장에서는 예수 그리스도를 믿는 믿음에 굳게 서라고 호소한다. 바울로는 여기서 아브라함이 할례의 언약 이전에 믿음으로 구원받은 것임을 논증한다. 또한 율법은 "약속된 그 후손이 오실 때까지 죄가 무엇인지 알게 하시려고" 온 것이며, 아브라함의 한 후손인 그리스도가 이미 온 지금은 더 이상 효력을 발휘하지 못함을 설명한다. 4장에서 이 이야기의 결론을 내고, 5장 1절에서 6장 10절까지 기독교인이 자유를 어떻게 사용해야하는지에 대해 설명한다.

본 편지의 결론에서 바울은 "보십시오. 내가 직접 여러분에게 이렇게 큰 글자로 써 보냅니다. (6장 11절)"이라고 말한다. 라이트풋은 이 부분에 다음과 같이 주석을 남겼다.
"이 부분에서 바울로는 대필자로부터 펜을 받아 문단의 결론을 직접 서술한다. 그의 이름으로 가짜 편지들이 쓰여지기 시작한 때(살후 2:2, 3:17)부터 바울로는 이러한 위조에 대응하기 위해 편지에 본인이 직접 몇 자 적는것을 연습하기 시작한 것으로 보인다. (중략) 현재의 상황에서는 바울로가 한 문단 전체를 통해 본 서신의 주요 가르침을 간결하고, 간절하고, 분절된 문장들로 요약하고있다. 또한 그리스 굵은글씨체(pelikois grammasin)를 통해 자신의 결심과 강한 마음을 반영하고 있다."
반면에 일부 주석가들은 바울로가 지닌 몸에 가시가 낮은 시력이었고, 따라서 큰 글자로 편지를 쓰게 된 것이라고 주장한다.
갈라디아서는 고대 기독교 윤리에서 보편적이었던 악덕(vice)와 덕(virtue)의 이분법 공식을 따르고 있다.
본 편지에서 가장 유명한 구절은 아마도 3장 28절의 "유다인이나 그리스인이나 종이나 자유인이나 남자나 여자나 아무런 차별이 없습니다. 그리스도 예수 안에서 여러분은 모두 한 몸을 이루었기 때문입니다." 일 것이다. 이 구절을 둘러싼 두 학파의 논쟁이 전설로 남아있는데, 각각의 주장은 다음과 같다. 첫째는 여기서 말하는 차별이 영적 상태를 의미하는 것이며 사회적 구분이나 성별의 차이를 이야기하는 것이 아니라는 주장이고, 둘째는 사회적 구분이나 성별의 차이까지 이야기하는 것이라는 주장이다. 이중 첫째 주장은 인접한 구절들을 보았을 때 하나님과의 관계로서의 칭의라는 맥락으로 서술되었다는 입장이고, 둘째 주장은 "전체 맥락"이 사람들이 여기에 지금 이자리에 모여있는지를 더 중요하게 다루고 있으며, 칭의는 사람들 사이의 관계의 예시로 주어진 것이라는 입장이다(2:11ff).

## 중요성
캐나다의 종교사학자 배리 윌슨은 그의 책 《How Jesus Became Chrisitan (어떻게 예수는 기독교인이 되었나)》에서 바울로가 본 서신을 통해 유대인의 율법을 쓸어버리며, 그리스도를 유대교의 궤도에서 완전히 다른 세계로 전이시켰다고 말한다. 윌슨은 또한 이러한 바울로의 자세는 예루살렘에서 토라의 규범을 충실히 이행하는 예루살렘 공동체의 수장이었던 예수의 형제 야고보와 큰 차이가 있다고 서술한다. 많은 학자들은 과연 바울로의 관점이 율법에 대한 예수의 가르침에 딱 들어맞는지 의문을 가진다. 뿐만 아니라 종교개혁을 불러일으킨 것은 물론 이중예정설을 정면으로 반박한 요한 웨슬리 목사를 만들어낸 서신 중 하나이다. 긍정적이든 부정적이든 노예제도의 폐지에 근거를 마련한 책중 하나이다.

## 같이 보기
- 갈라디아서의 본문다양성